# Mesodorylaimus bastiani
Mesodorylaimus bastiani is een rondwormensoort uit de familie van de Dorylaimidae. De wetenschappelijke naam van de soort is voor het eerst geldig gepubliceerd in 1873 door Bütschli.